# Belle
«Belle» (укр. «Красуня») — пісня з мюзиклу «Нотр-Дам де Парі», виконана Гару, Даніелем Лавуа і Патріком Фьорі. Уперше випущена у 1998 році та стала найкращою піснею 50-річчя.

## Історія
Текст пісні «Belle» написав канадський лібретист Люк Пламондон для свого мюзиклу «Старманія». Музику створив Ріккардо Коччіанте.
Це романтична пісня, у якій три співаки, що уособлюють у собі Квазімодо (Гару), Фролло (Даніель Лавуа) і Феб (Патрік Фьорі), зізнаються в коханні до Есмеральди (Елен Сегара). Перші три куплети виконують по черзі, а останній — тріо. 
Мюзикл заснований на романі Віктора Гюго «Собор Паризької Богоматері». У главі VI книги 8 «Три різних чоловічих серця» Квазімодо, Фролло та Феб бачать засуджену до смерті Есмеральду. Феб залишається зі своєю нареченою Флер-де-Лис (Жюлі Зенатті). Фролло пропонує Есмеральді порятунок, якщо вона стане його дружиною. Нарешті, Квазімодо рятує Есмеральду.
Англомовна версія пісні виконана Гару, Даніелем Лавуа і Стівом Бальзамо.
Також пісню «Belle» переклали й на інші мови:
| Офіційні версії «Belle» | Офіційні версії «Belle»   | Офіційні версії «Belle» | Офіційні версії «Belle» | Офіційні версії «Belle»    | Офіційні версії «Belle» |
| Мова                    | Виконавці                 | Виконавці               | Виконавці               | Назва                      |                         |
| Мова                    | Квазімодо                 | Фролло                  | Феб                     | Назва                      |                         |
| ----------------------- | ------------------------- | ----------------------- | ----------------------- | -------------------------- | ----------------------- |
| Англійська              | Гару                      | Даніель Лавуа           | Стів Бальзамо           | «Belle (is the only word)» |                         |
| Фламандська             | Gene Thomas               | Wim Van Den Driescche   | Tim Driesen             | «Belle»                    |                         |
| Французька              | Гару                      | Даніель Лавуа           | Патрік Фьорі            | «Belle»                    |                         |
| Італійська              | Giò Di Tonno              | Vittorio Matteucci      | Graziano Galatone       | «Bella»                    |                         |
| Корейська               | 윤형렬 (Yun Hyeong-ryeol) | 서범석 (Seo Beom-seok)  | 김성민 (Kim Sung-min)   | «아름답다» («Arŭmdapda»)   |                         |
| Польська                | Michał Grobelny           | Artur Guza              | Przemysław Zubowicz     | «Belle»                    |                         |
| Російська               | В'ячеслав Петкун          | Олександр Маракулін     | Антон Макарський        | «Belle»                    |                         |
| Іспанська               | Альберт Мартінес          | Енріке Секверо          | Лісердо Гуарінос        | «La palabra „belle“»       |                         |
| Українська              | Валерій Харчишин          | Олег Михайлюта          | Олександр Пономарьов    | «Belle»                    |                         |

## Популярність

### У Франції
Пісня «Belle» 60 тижнів трималася на 1-му місці в топ-100 найбільш продаваних синглів SNEP, поки її не випередив сингл «U-Turn (Lili)» групи AaRON, який протримався 61 тиждень.
У 1999 році «Belle» була визнана кращою піснею року.
«Belle» є кращим продаваним синглом 1990-х років і третім бестселером всіх часів Франції, продажі якого становлять 2221000 примірників.

### У Бельгії
У Бельгії «Belle» була топ-рейтингом Ultratop 6 тижнів і залишалася ще 30 тижнів в топ-10. Вона залишає турнірну таблицю (топ-40) після 44 тижнів. Це найпродаваніший сингл року.